# Nada (Népal)
Pour les articles homonymes, voir Nada.
Nada (en népalais : नाडा) est un comité de développement villageois du Népal situé dans le district d'Achham. Au recensement de 2011, il comptait 2 848 habitants.